# Turkmenistan ai Giochi olimpici
Il Turkmenistan ha partecipato per la prima volta ai Giochi olimpici nel 1996; ha preso poi parte alle successive edizioni estive dei Giochi, ma non ha mai partecipato ai Giochi invernali.
È l'ultima delle repubbliche che formavano l'ex Unione Sovietica ad aver vinto una medaglia olimpica, nel sollevamento pesi femminile con Polina Gurýeva a Tokyo 2020.
Il Comitato Olimpico Nazionale del Turkmenistan, fondato nel 1990, venne riconosciuto dal CIO nel 1993.

## Medaglieri

### Medaglie alle Olimpiadi estive
| Giochi              | Oro | Argento | Bronzo | Totale |
| ------------------- | --- | ------- | ------ | ------ |
| Atlanta 1996        | 0   | 0       | 0      | 0      |
| Sydney 2000         | 0   | 0       | 0      | 0      |
| Atene 2004          | 0   | 0       | 0      | 0      |
| Pechino 2008        | 0   | 0       | 0      | 0      |
| Londra 2012         | 0   | 0       | 0      | 0      |
| Rio de Janeiro 2016 | 0   | 0       | 0      | 0      |
| Tokyo 2020          | 0   | 1       | 0      | 1      |
| Parigi 2024         | 0   | 0       | 0      | 0      |
| Totale              | 0   | 1       | 0      | 1      |